# Displaced
Displaced is een korte film van Rick Stevenson, gemaakt in 2010, over een klein jongetje als slachtoffer van het pleegsysteem. De korte film duurt 18 minuten en is op 15 september 2010 gepubliceerd in de Verenigde Staten. 
Stevenson, een schrijver, regisseur en producer uit Seattle, heeft de korte film geschreven, geproduceerd en geregisseerd. 
In de film spelen Marlette Buchanan, Nathan Gamble, Rachel Pate, Amy Prestas, Nick Robinson, Bryan Sevener, Kevin Warren en Darius Williams-Watt. 

## Samenvatting
Een 11-jarige, genaamd Daniel, wordt heen en weer geslingerd in het pleegsysteem. Steeds lukt het hem niet om aan te passen in het nieuwe pleeggezin en neemt hij weer de benen. In de korte film is Daniel oog in oog met zijn laatste kans op een echte, normale familie. 